# Мюльхаузен-Эинген
Мю́льхаузен-Э́инген (нем. Mühlhausen-Ehingen) — община в Германии, в земле Баден-Вюртемберг. 
Подчиняется административному округу Фрайбург. Входит в состав района Констанц.  Население составляет 3677 человек (на 31 декабря 2010 года). Занимает площадь 17,82 км².
Подразделяется на 2 сельских округа.

## Достопримечательности
- Замок Хоэнкрэен (XII в.)
- Замок Мегдеберг (XIII в.)